# Tony Mortimer

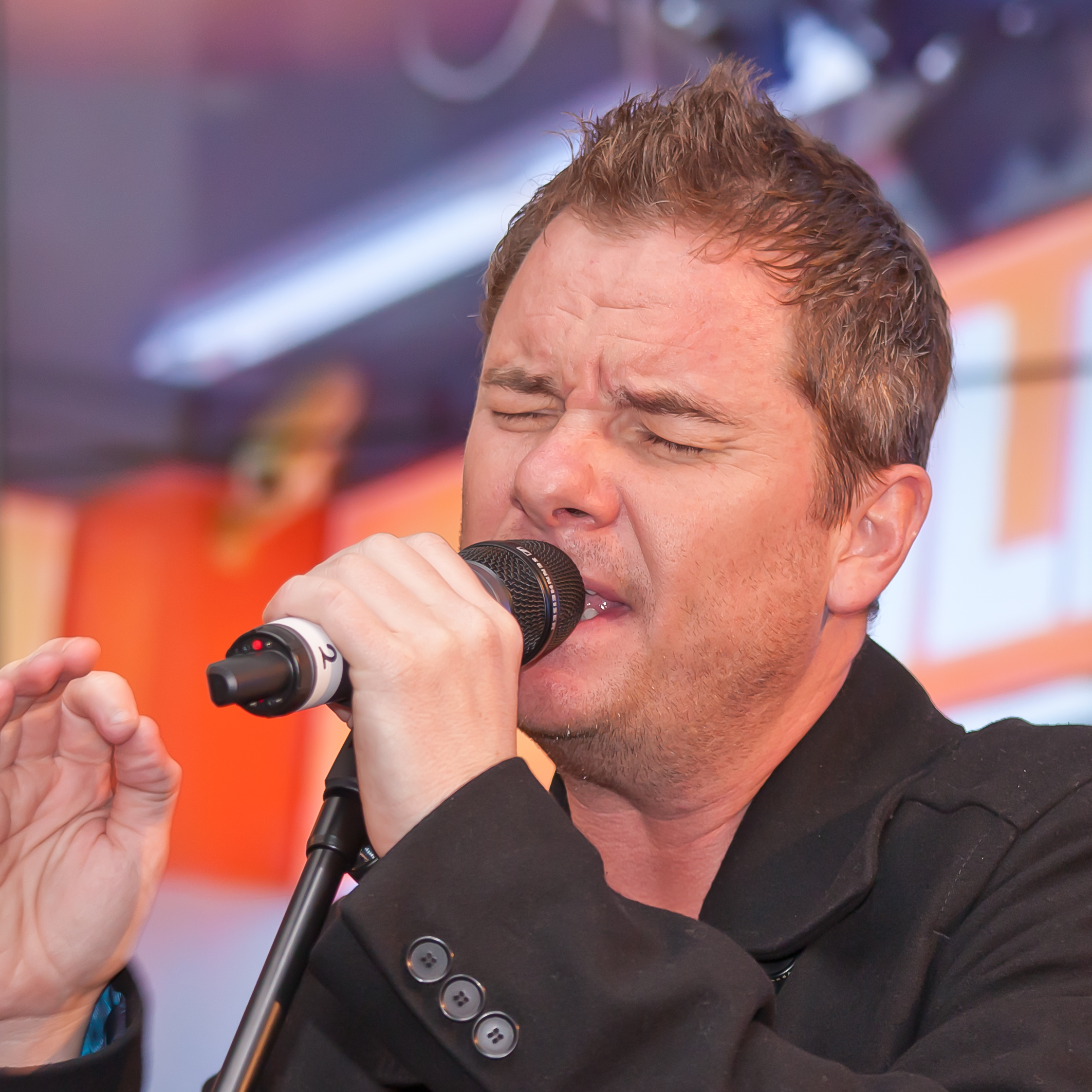
Tony Mortimer auf Promotour mit East 17 im Saturn, Hansaring, Köln 2012

Anthony Michael Mortimer (* 21. Oktober 1970) war Mitglied und Haupt-Songwriter der britischen Boygroup East 17, mit der er zwischen 1992 und 1997 sieben Top-5-Singles und vier Hit-Alben hatte. Er widmete sich komplett dem Songwriting, als die Band sich 1997 auflöste. 
Zwischenzeitlich spielte Mortimer in der Band Subzero, die er mit dem schottischen Sänger Jinky JJ Gilmour (Ex-The Silencers) und zwei weiteren Freunden gründete. Nur ein Album wurde aufgenommen und die Mitglieder entschieden, dieses Projekt sei nicht passend, und lösten die Band auf. Gilmour machte weiter als wenig erfolgreicher Solokünstler.
1998 schlossen sich die ehemaligen East-17-Bandmitglieder für kurze Zeit ohne ihn wieder zusammen und veröffentlichten zwei Singles unter dem Namen E17. Sie trennten sich jedoch bereits 1999 wieder.
Mortimer arbeitet seit 1997 als Produzent in seinem Studio in Essex.
2010 wurde bekannt, dass East 17 wieder zusammenarbeiten würde, allerdings ohne Brian Harvey. 
Am 16. Juni 2013 erschien über FOD Records Mortimers erstes Soloalbum Songs from the Suitcase. Die erste Singleauskopplung hieß Shake It Down und erhielt ausgezeichnete Kritiken. Es folgte eine Promotour durch Großbritannien und Deutschland. Das Duett Rain in England mit Julian Lennon wurde am 1. September 2013 veröffentlicht.

## Auszeichnungen
- Ivor Novello Award für Stay Another Day